# Races non humaines dans le monde de Ténébreuse
Dans le monde de Ténébreuse, créé par la romancière américaine Marion Zimmer Bradley il existe, outre les hommes, gouvernés par la caste des Comyn, des races non humaines
intelligentes . 

## Les Hommes-chats
Hommes chats non humains avec un laran primitif. Ils furent créés par les hommes pendant
les Âges du Chaos.
Les guerres entre les hommes-chats et les hommes sont sanglantes, sans négociations ni prisonniers.
Référence : L'épée enchantée

## Les Kyrri
Grands bipède humanoïde. Ils sont couverts d'une fourrure grise duveteuse et ont des visages simiesque aux yeux verts phosphorescent. Ils se protègent des contacts avec les étrangers par un champ électrique qui les entoure et délivre une décharge électrique. Ils servent de serviteurs dans les grands domaines.
Référence : L'étoile de danger

## Les Chieri
Une des premières espèces natives de ténébreuse, que les explorateurs terrestres rencontrèrent lors de leur premier atterrissage.
Très grand, mince à paraitre fragile, visage triangulaire, yeux gris, peau translucide, mais à six doigts.
Race extrêmement vieille, avec des pouvoirs télépathiques et une physiologie hermaphrodite. 
La race est en risque d'extinction à la suite d'une baisse de la fécondité de leurs femmes.
Des légendent racontent les unions fertiles entre humains et chieri.
Référence : L'étoile de danger

## Les Hommes des Arbres
Ou peuple du ciel comme ils s'appellent eux-mêmes.
Race apparentée aux chieri mais qui ont pris un autre tournant au cours de leur évolution en refusant le feu. Ils vivent au-delà des Hellers, en altitude, dans leur cité suspendue. Ils ne sont pas hostiles et un commerce limité existe avec les humains, mais il se méfient de l'homme qui fait du feu.
Référence : Projet Jason, L'étoile de danger